# Alda (Nebraska)
Alda – wieś w Stanach Zjednoczonych, w stanie Nebraska, w hrabstwie Hall.